# Coal (rivière)
Pour les articles homonymes, voir Coal.

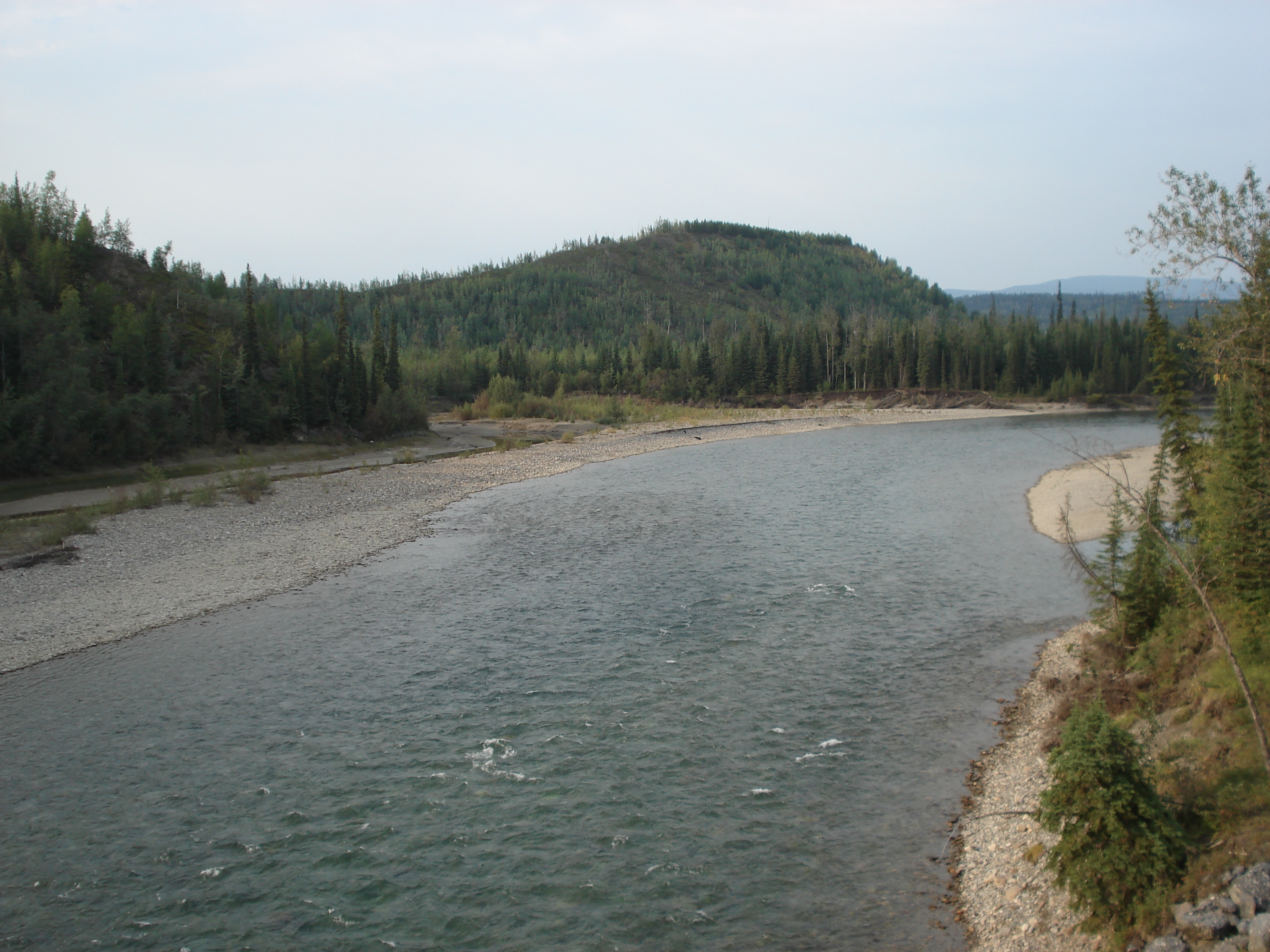
Coal River

La rivière Coal est un cours d'eau du Yukon et de la Colombie-Britannique au Canada. Elle prend sa source au sud-est du Yukon et coule jusqu'au nord-est de la Colombie-Britannique où elle se jette dans la rivière Liard, au niveau de la Route de l'Alaska.
La rivière comporte plusieurs séries de rapides. À son confluent avec la rivière Liard la communauté de Coal River, de 2 habitants en hiver, et de 5 ou 6 en été, offre un hébergement et quelques commodités.